# Фірнебург
Фірнебург (нім. Virneburg) — громада в Німеччині, розташована в землі Рейнланд-Пфальц. Входить до складу району Маєн-Кобленц. Складова частина об'єднання громад Фордерайфель.
Площа — 5,42 км2. Населення становить 387 ос. (станом на 31 грудня 2020).

## Галерея

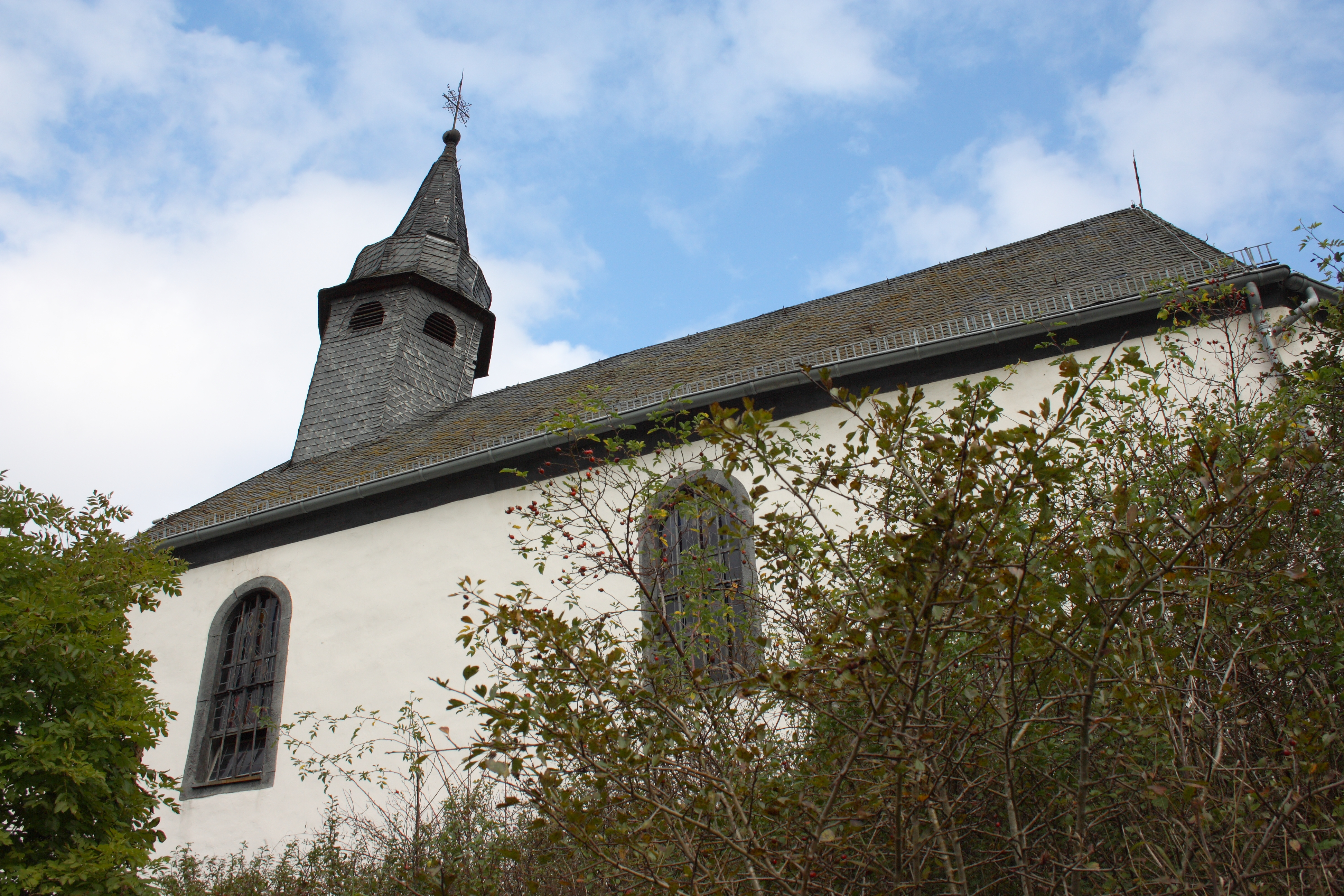
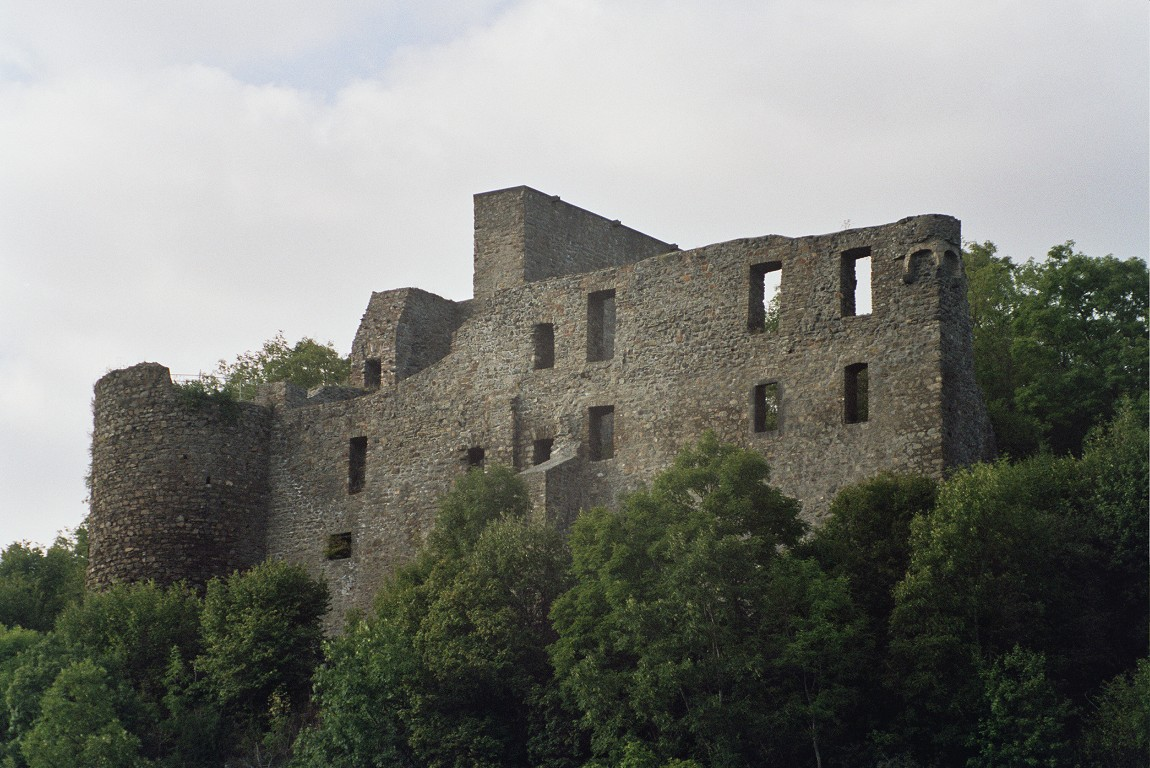
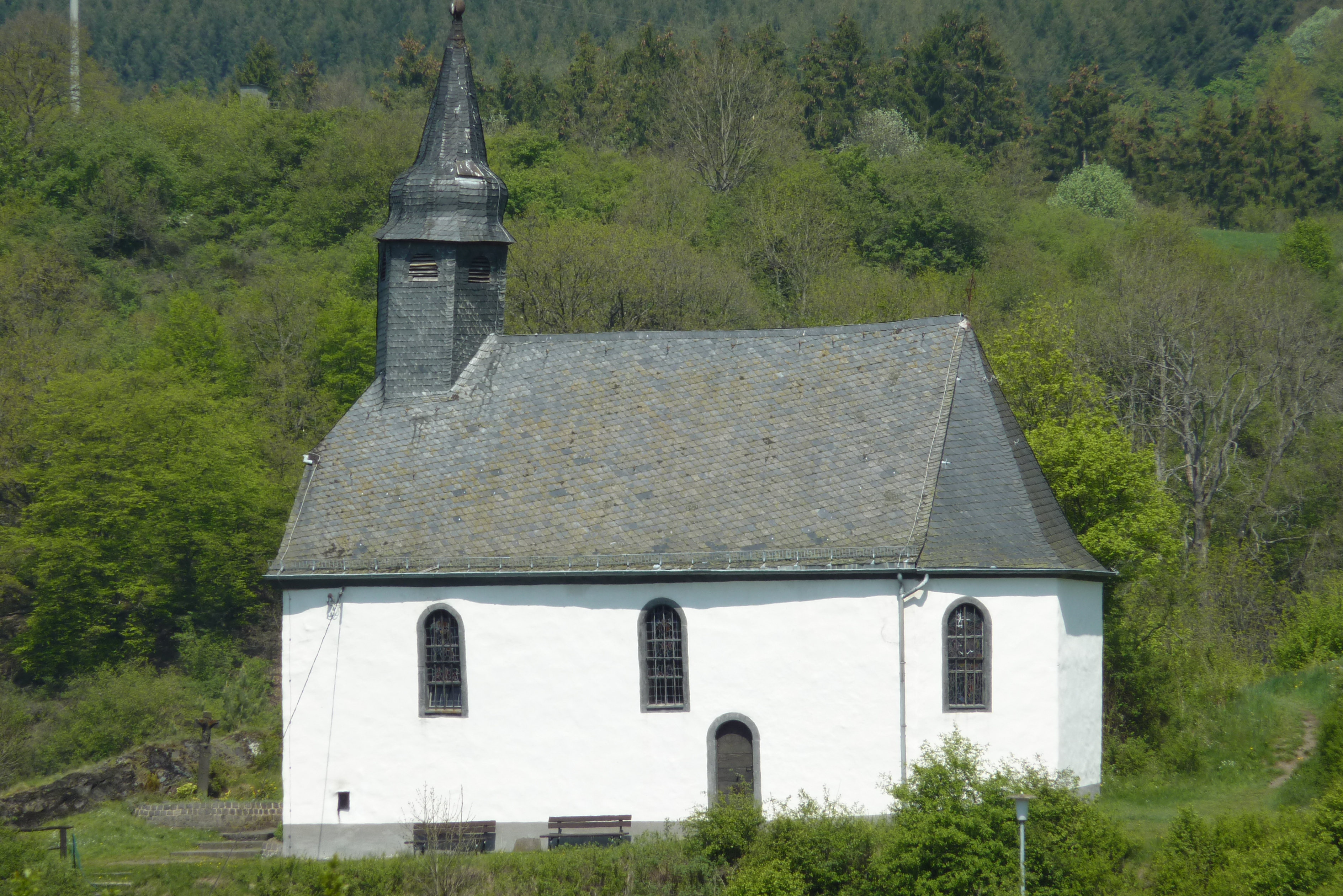
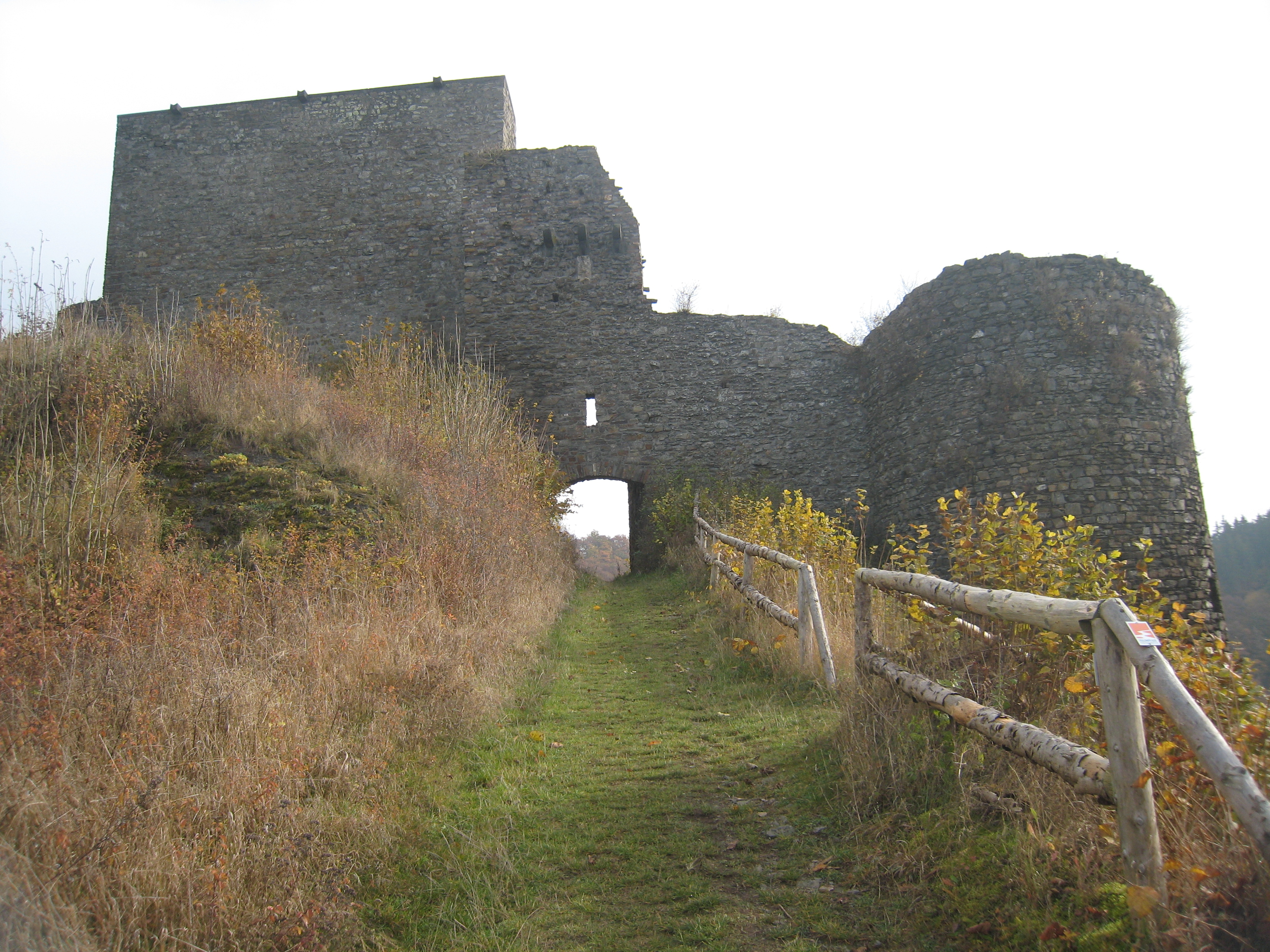
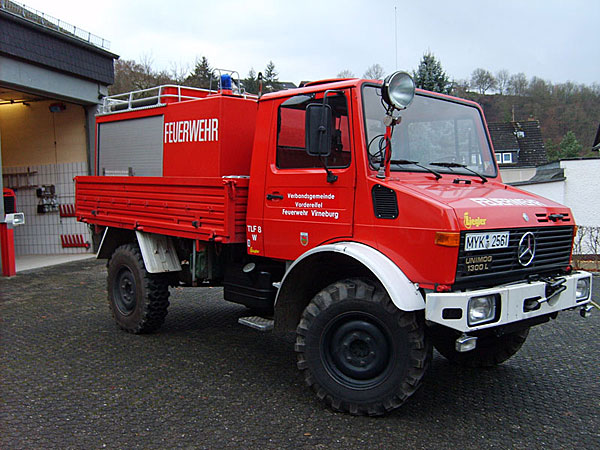